# 슈퍼드라이브

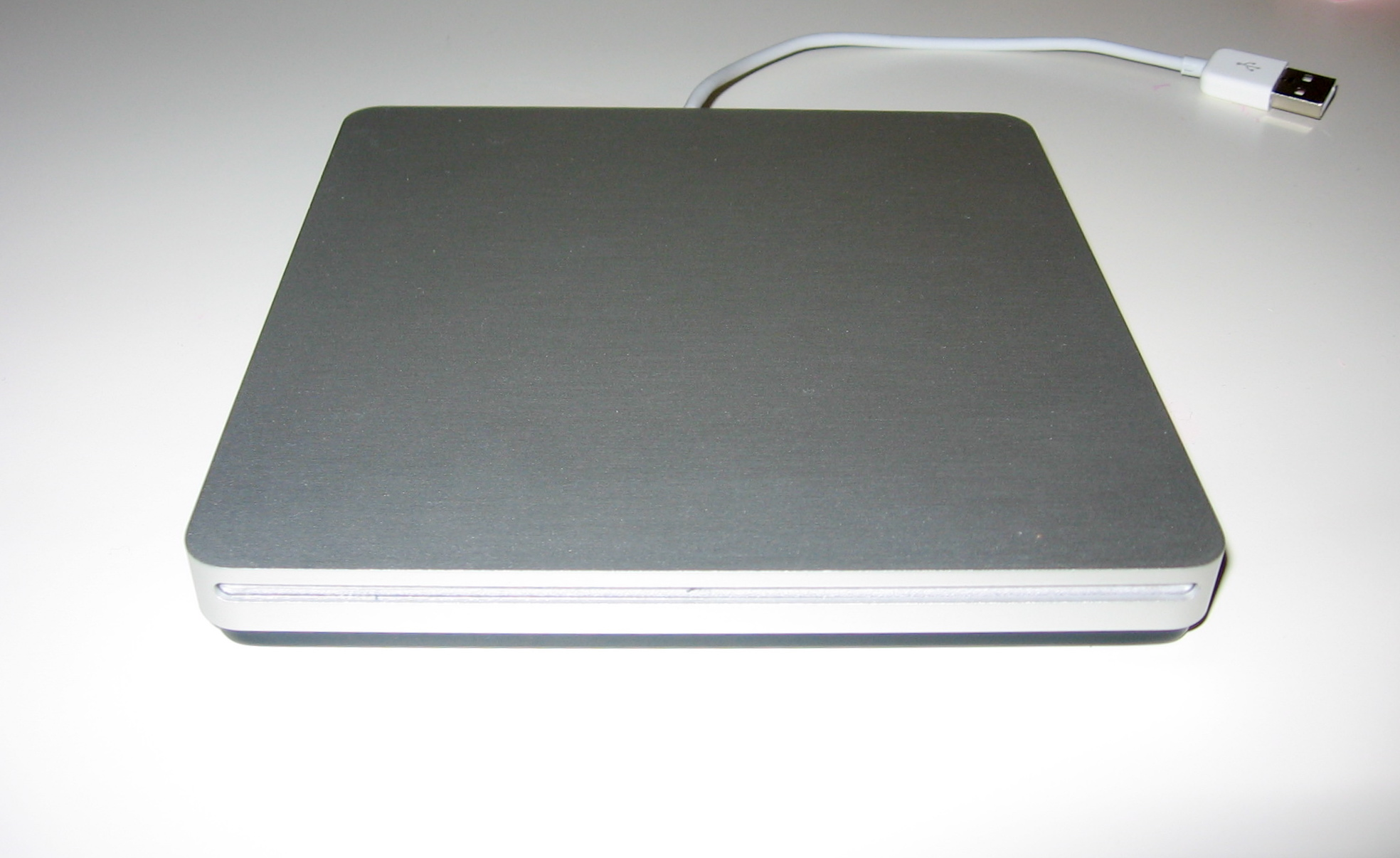
맥북 에어의 슈퍼드라이브

슈퍼드라이브(SuperDrive)는 애플사가 다른 기억 드라이브를 위해 사용해 왔던 용어이다. 1988년부터 1999년까지는 모든 3.5 인치 디스크 포맷을 읽을 수 있는 고밀도 플로피 디스크를 일컫는 말이었지만, 2001년부터는 CD/DVD 읽기/기록 장치를 두루 일컫는 말이 되었다.

## 플로피 디스크 드라이브
"슈퍼드라이브" 플로피 드라이브를 처음 채용한 매킨토시 모델은 매킨토시 IIx였다. 1988년부터 1997년까지의 모든 매킨토시와 파워북(외장 플로피 드라이브를 선택 사항으로 제공하였던 파워북 100, 파워북 듀오 시리즈, 파워북 2400c는 제외)은 슈퍼드라이브 플로피 드라이브를 내장하고 있었다. 이 드라이브를 채용한 마지막 모델은 1999년 1월까지 생산하였던 파워 매킨토시 G3 시리즈였다. 1998년 모델인 파워북 G3는 플로피 드라이브 모듈을 옵션으로 가지고 있었다. 파워북 190 시리즈, 파워북 5300 시리즈, 파워북 3400c, 그리고 초기 파워북 G3는 같은 형태의 플로피 드라이브 모듈을 표준 기능으로 채택하고 있었다. 그러나 파워북 1400 시리즈의 경우 다른 파워북의 플로피 드라이브 모듈과 호환되지는 않았다.

## CD/DVD 드라이브
플로피 디스크를 점차 쓰지 않게 되면서, 애플은 이 용어를 매킨토시 모델에 설치하는 DVD 레코더(DVD와 CD를 읽고 쓸 수 있는 장치)를 가리키는 용어로 다시 사용하게 되었다.
이 용어는 매킨토시 커뮤니티가 아닌 곳에서는 널리 쓰이지 않지만, 맥 커뮤니티에서 이 용어는 공통적으로 DVD 기록 장치를 가리키는 말로 쓰고 있다.

## 같이 보기
- 슈퍼디스크
- 슈퍼 멀티
- 콤보 드라이브
- 맥북 에어